# Alain Le Quernec
Alain Le Quernec, né le 15 novembre 1944 au Faouët, est un affichiste et dessinateur français.

## Biographie
Après des études secondaires à Lorient, il fait des études artistiques à Paris pour devenir professeur. Parallèlement, il s'intéresse en autodidacte à l'art graphique, en général, et à l'affiche en particulier. Il imprime sa première affiche en 1962 et devient professeur d'art en 1965. La révolution des étudiants à Paris en mai 1968 lui fait réaliser le pouvoir de l'affiche politique dans la rue. Après des études supérieures à Paris, il devient professeur de dessin. Son séjour à l'académie des beaux-arts de Varsovie, en 1971, auprès du peintre et affichiste Henryk Tomaszewski, influencera d'une manière décisive son parcours artistique. Il ordonne alors l'espace, les mots et les symboles selon l'exigence formelle de l'école polonaise.
De retour en Bretagne, en 1972, date à laquelle il est nommé professeur à Quimper,  il développe sa pratique de l'affiche dans cette région principalement pour le compte des organisations et mouvements politiques et sociaux. Ce travail atypique est publié dans la revue Graphis et présenté dans des expositions internationales (comme la Biennale de Varsovie). 
En 1978, avec le naufrage de l'Amoco Cadiz, sa première affiche composée pendant la nuit et appelant à un rassemblement est textuelle, opposant le noir du mazout, de la mort et de la pollution, au rouge de la colère des Bretons. Il dessine ensuite plusieurs affiche accusant le gouvernement et les pétroliers. Dans l'une d'elle, contre Shell, son logo d'alors, une coquille Saint-Jacques stylisée jaune et rouge, est collée sur une autre coquille de plus grande taille, entièrement noircie par le pétrole. Deux ans plus tard, lors du projet de construction d'une usine nucléaire à Plogoff à l'extrêmité du Cap Sizun, qui se heurte à une contestation massive de la population, il représente pour une commande du parti socialiste une affiche reprenant tous les codes des affiches touristiques, avec une vue de la Pointe du Raz, sur laquelle est  toutefois posée une centrale nucléaire en mauvais état.  Il dessine la couverture pour Graphis Poster Annual en 1979. Une affiche de 1982  réalisée pour la CGT pour rappeler la grève des sardinières, et mettant en scène des Bigoudènes en procession brandissant des drapeaux rouges, est sans doute son œuvre la plus connue. 
En 1987, son exposition personnelle, au musée de l'Affiche à Paris, lui donne l'occasion de publier un livre catalogue où il essaie de faire le point et d'analyser son travail.
Il vit et enseigne en Bretagne, et l'identité bretonne marque son œuvre de façon indéniable, à commencer la Bécassine réclamant l'autodétermination, qui, si elle déplait à une partie des militants, est appréciée par le public et le fait connaitre.  Il a travaillé pour divers journaux comme Le Monde. Il a aussi dessiné l'affiche de l'édition 1993 du Festival international de l'affiche et du graphisme de Chaumont (Haute-Marne).
Sur la fin de sa carrière, sa production reste essentiellement politique, sociale et culturelle, et de plus en plus, institutionnelle, sans contact avec la publicité. Il publie en 1977 une série de dix affiches sur le thème L'affiche, c'est du papier.
À côté de l'affiche qui demeure son support d'expression favori, il développe des activités graphiques variées dans l'édition, la signalétique, l'identité visuelle ou pour son plaisir.

### Comme auteur
- Alain le Quernec et Bernard Poignant, Graphisme et politique, Locus Solus, 2013 (ISBN 978-2368330036)
- Alain le Quernec, Images d'après, Breizh, 2002 (ISBN 9782909924953)

### Monographies
- Vanina Pinter, Histoires d'A : Alain le Quernec affiches, Locus Solus, 2019 (ISBN 978-2368332689)
- Alain le Quernec (préf. Tadeuzs Lewandowski), Alain le Quernec, Pyramyd, 2003 (ISBN 978-2350170275)

### Expositions
- * Des éclats de lucidité : Alain le Quernec, affichiste, 8 juin au 4 octobre 2024, Médiathèque et chapelle des Ursulines, à Quimperlé[4],[5]